# Erer (Éthiopie)
Pour les articles homonymes, voir Erer.
Erer est une ville de l'est de l'Éthiopie située dans la zone Siti de la région Somali. Peuplée de 4 111 habitants en 2007, elle est le centre administratif du district de même nom.
Erer se trouve vers 1 100 m d'altitude, une cinquantaine de kilomètres à l'ouest de Shinile et Dire Dawa.
Avec 4 111 habitants recensés en 2007, Erer est une des principales agglomérations du woreda Erer, pratiquement à égalité avec Ayidora qui compte alors 4 184 habitants.
À titre de comparaison, le recensement de 1994-1997 faisait état pour la ville d'Erer d'une population de 5 027 habitants composée de Somalis (38 %), d'Oromos (33 %), d'Amharas (21 %) et de Gouragués (5 %)[réf. souhaitée].
Erer est desservie par une gare sur la ligne d'Addis-Abeba à Djibouti[source insuffisante].